# Basil Sydney

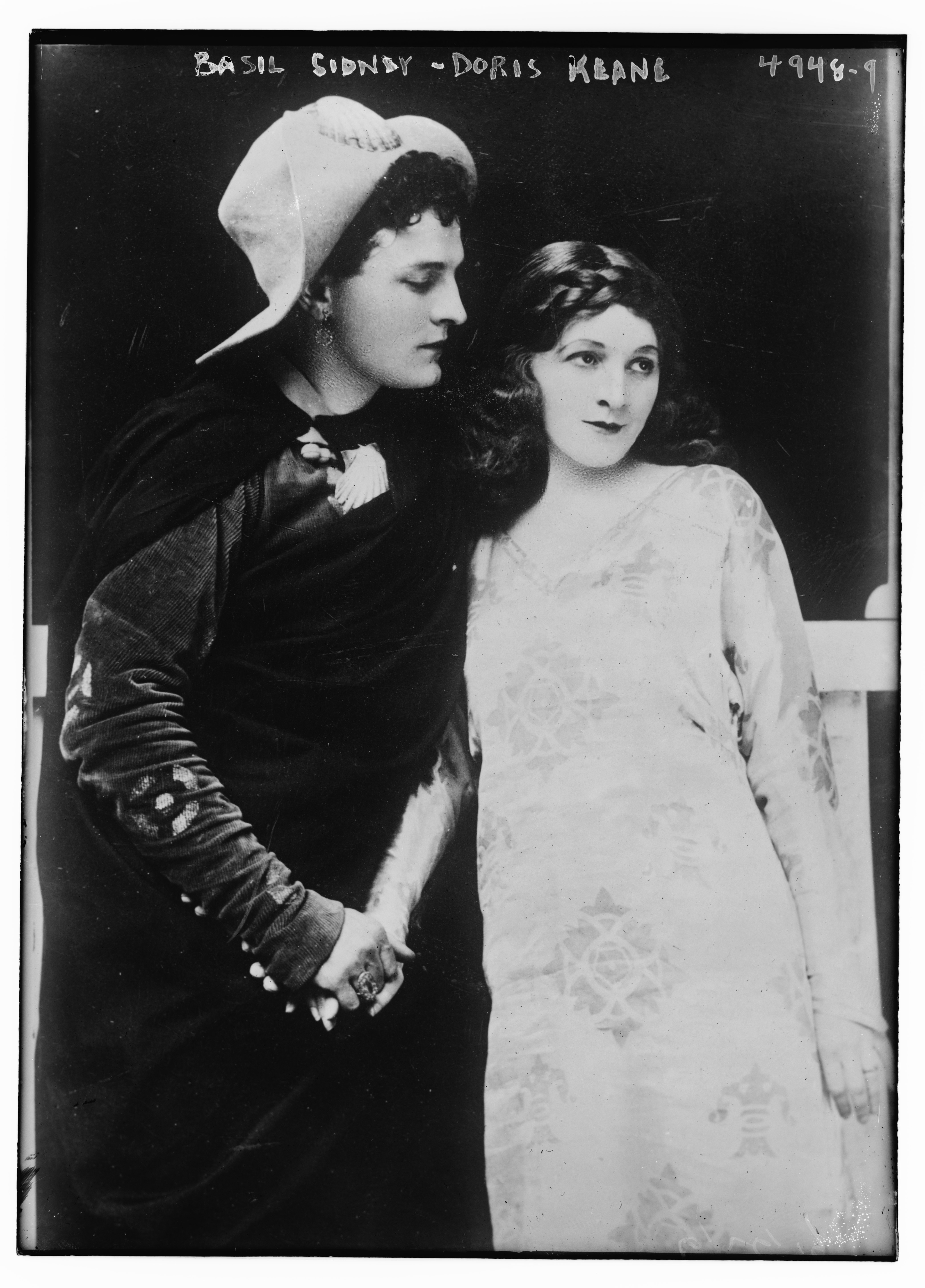
Basil Sydney und Doris Keane (1915)

Basil Sydney (* 23. April 1894 in St. Osyth, Essex, England; † 10. Januar 1968 in London) war ein britischer Theater- und Filmschauspieler.

## Leben
Bereits mit 15 Jahren trat Basil Sydney als Schauspieler auf den Theaterbühnen Englands auf. Sein Durchbruch gelang ihm 1915 in einer Londoner Aufführung von Edward Sheldons Theaterstück Romance an der Seite von Doris Keane (1881–1945), die er 1918 nach seinem Militärdienst im Ersten Weltkrieg heiratete und mit der er 1920 in einer US-amerikanischen Stummfilm-Version des Stücks sein Leinwanddebüt gab. 1921 traten Sydney und Keane in Romance auch am Broadway auf, wo Sydney während der 1920er Jahre häufig in Shakespeare-Stücken zu sehen war, unter anderem als Mercutio in Romeo und Julia, in der Titelrolle von Hamlet oder als Petruchio in Der Widerspenstigen Zähmung.
1925 ließ Sydney sich von Keane scheiden. Nach der Heirat mit der Schauspielerin Mary Ellis im Jahr 1929 konzentrierte er sich mehr auf seine Filmkarriere. Im Laufe der Jahre war er in knapp 50 Spielfilmen zu sehen, unter anderem als Claudius in Laurence Oliviers Hamlet (1948), als Waldemar Fitzurse in Ivanhoe – Der schwarze Ritter (1952) neben Robert Taylor und Elizabeth Taylor, als Pontius Pilatus in Salome (1953) mit Rita Hayworth und Stewart Granger und in dem starbesetzten Film In 80 Tagen um die Welt (1956).
Als auch seine zweite Ehe mit Mary Ellis scheiterte, trat Sydney mit der Schauspielerin Joyce Howard vor den Traualtar. Gemeinsam hatten sie drei Kinder. Auch diese Verbindung endete mit einer Scheidung. Sydney starb 1968 im Alter von 73 Jahren in London an Pleuritis.

## Filmografie (Auswahl)
- 1920: Romance
- 1922: Red Hot Romance
- 1932: The Midshipmaid
- 1934: The Third Clue
- 1934: Dirty Work
- 1935: The Riverside Murder
- 1935: The Tunnel
- 1936: The Amateur Gentleman
- 1936: Rhodes of Africa
- 1936: Crime Over London
- 1936: Talk of the Devil
- 1936: Im Banne der Eifersucht (Accused)
- 1939: The Four Just Men
- 1941: Spring Meeting
- 1941: The Farmer’s Wife
- 1941: Ships with Wings
- 1942: Black Sheep of Whitehall
- 1942: The Next of Kin
- 1942: Went the Day Well?
- 1945: Caesar und Cleopatra (Caesar and Cleopatra)
- 1947: Das letzte Duell (Meet Me at Dawn)
- 1947: Piratenliebe (The Man Within)
- 1947: Zigeunerblut (Jassy)
- 1948: Hamlet
- 1950: The Angel with the Trumpet
- 1950: Die Schatzinsel (Treasure Island)
- 1951: Der wunderbare Flimmerkasten (The Magic Box)
- 1952: Ivanhoe – Der schwarze Ritter (Ivanhoe)
- 1953: Salome
- 1954: Hölle unter Null (Hell Below Zero)
- 1954: Der Stern von Indien (Star of India)
- 1955: Simba
- 1955: Mai 1943 – Die Zerstörung der Talsperren (The Dam Busters)
- 1956: In 80 Tagen um die Welt (Around the World in Eighty Days)
- 1957: Treibgut der Leidenschaft (Sea Wife)
- 1957: Heiße Erde (Island in the Sun)
- 1958: Gegen Sitte und Moral (A Question of Adultery)
- 1959: Beherrscher der Meere (John Paul Jones)
- 1959: Der Teufelsschüler (The Devil’s Disciple)
- 1960: Herr der drei Welten (The 3 Worlds of Gulliver)
- 1960: David und König Saul (A Story of David)
- 1960: Die unheimlichen Hände des Dr. Orlak (The Hands of Orlac)